# Joseph E. Kuhn

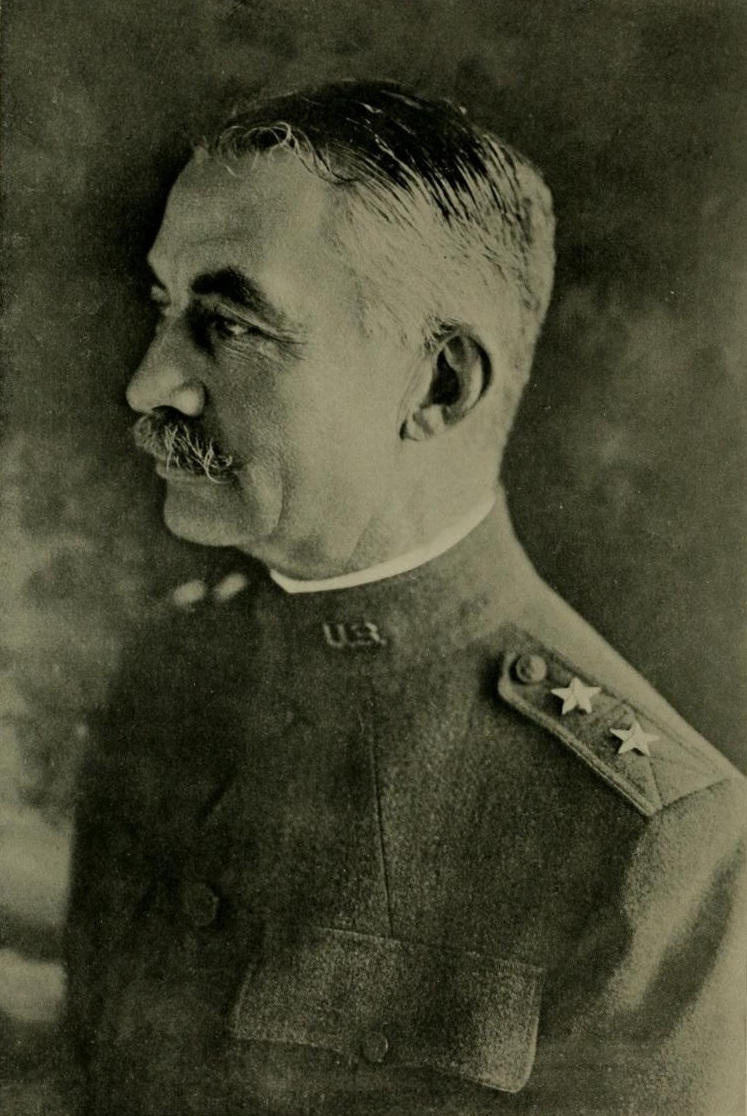
Joseph E. Kuhn

Joseph Ernst Kuhn (* 14. Juni 1864 in Leavenworth, Kansas; † 12. November 1935 in San Diego, Kalifornien) war ein Generalmajor der United States Army. Er war unter anderem Kommandeur der 79. Infanteriedivision.
Joseph Kuhn war ein Sohn von Gottlieb Victor Kuhn (1828–1915) und dessen Frau Anna Maria Kempel (1839–1909). Die Eltern waren aus Deutschland in die Vereinigten Staaten eingewandert. Er besuchte die öffentlichen Schulen seiner Heimat sowie von 1881 bis 1885 die United States Military Academy in West Point. Nach seiner Graduation wurde er als Leutnant den Pionieren zugeteilt. In der Armee durchlief er anschließend alle Offiziersränge vom Leutnant bis zum Zwei-Sterne-General.
In seinen jüngeren Jahren versah er den für Offiziere in den niederen Rangstufen üblichen Dienst in unterschiedlichen Einheiten und Standorten. Dazu gehörten auch Aufgaben als Stabsoffizier in verschiedenen Hauptquartieren. In den Jahren 1885 bis 1888 absolvierte er die United States Engineer School in Willets Point in Queens, einem Stadtteil von New York City. Nach einer kurzen Stationierung in Detroit als Stabsoffizier bei den dortigen Pioniereinheiten war Kuhn zwischen 1889 und 1894 Dozent an der Militärakademie in West Point.
Die folgenden zwei Jahre bis 1896 verbrachte er in San Francisco, wo er dem Stab der dortigen Pioniereinheiten angehörte. Es folgte eine Versetzung zum Stab des United States Army Corps of Engineers, dem er bis zum Jahr 1900 angehörte. In dieser Eigenschaft war er in die Vorgänge um den Spanisch-Amerikanischen Krieg eingebunden. Unter anderem gehörte die Küstenverteidigung bzw. der Bau der dafür notwendigen Befestigungseinrichtungen zum Aufgabenbereich des Pionierkorps.
Nach seiner Zeit im Hauptquartier des Corps of Engineers kehrte Joseph Kuhn zur Militärakademie nach West Point zurück, wo er bis 1903 die Fakultät für Pionierwesen leitete und gleichzeitig als Dozent auf diesem Gebiet tätig war. Daran schloss sich eine bis 1904 andauernde Versetzung auf die Philippinen an. Es folgte eine weitere Versetzung als Militärattaché nach Japan. Dort erlebte er das Ende des Russisch-Japanischen Kriegs. Nach einer kurzen Zeit als Stabsoffizier im Kriegsministerium erhielt Kuhn das Kommando über die Pioniereinheiten in Norfolk in Virginia. Dort war er unter anderem für die Instandhaltung der Befestigungsanlagen und den Ausbau der Wasserstraßen und Hafenanlagen zuständig. Diesen Posten bekleidete er in den Jahren 1906 bis 1909.
Anschließend war er bis 1912 Dozent für Pionierwesen an der Army Service School. Nach einer kurzen Zeit als Kommandeur der Pioniereinheiten in Philadelphia wurde Joseph Kuhn Leiter der Pionierschule in Washington, D.C. Diesen Posten hatte er in den Jahren 1913 und 1914 inne. Es folgten zwei diplomatische Aufgaben in Deutschland. Zunächst gehörte er bis 1915 einer amerikanischen Militärmission an und danach war er bis 1916 Militärattaché in Berlin. Zu diesem Zeitpunkt war Deutschland schon seit zwei Jahren in den Ersten Weltkrieg verwickelt, die Vereinigten Staaten waren noch neutral. Nach seiner Rückkehr in die Vereinigten Staaten kommandierte Kuhn für kurze Zeit ein Pionierregiment. Dann leitete er zwischen Februar und August 1917 das United States Army War College. In diese Zeit fiel der amerikanische Kriegseintritt in den Ersten Weltkrieg. Danach erhielt Kuhn das Kommando über die gerade erst aufgestellte 79. Infanteriedivision. Diese kam im Juli 1918 als Teil der American Expeditionary Forces nach Frankreich und nahm dann an der Endphase des Krieges teil. Kuhns Division war unter anderem an der Maas-Argonnen-Offensive beteiligt. Kuhn behielt sein Kommando bis zum Juni 1919, wurde aber zwischenzeitlich von seinem Stellvertreter, Brigadegeneral William Jones Nicholson, vertreten. In einer dieser Zwischenzeiten kommandierte Kuhn im Februar und März 1919 das IX. Korps, ehe er zur 79. Infanteriedivision zurückkehrte. Diese wurde dann im Juni 1919 unter Kuhns Kommando aufgelöst.
In den Jahren 1919 und 1920 kommandierte er den Militärstützpunkt Camp Kearny bei San Diego. Daran schloss sich eine Versetzung nach Hawaii an, wo er in den Jahren 1920 bis 1923 die Militärbasis Schofield Barracks leitete. Danach übernahm er bis 1925 das Kommando über die 5. Infanteriebrigade, die Teil der 3. Infanteriedivision war und in den Vancouver Barracks in Vancouver stationiert war. Von Mai bis Dezember 1924 befehligte er diesen Verband, danach ging Joseph Kuhn im Jahr 1925 in den Ruhestand.
Nach seiner Pensionierung arbeitete er bis zu seinem Tod im Jahr 1935 für die Zeitung Copley Press als technischer Berater für Bauangelegenheiten. Außerdem engagierte er sich im gesellschaftlichen Leben der Stadt San Diego, in der er seinen Lebensabend verbrachte. Er starb am 12. November 1935 und wurde auf dem Nationalfriedhof Arlington beigesetzt.

## Orden und Auszeichnungen
Joseph Kuhn erhielt im Lauf seiner militärischen Laufbahn unter anderem folgende Auszeichnungen:
- Army Distinguished Service Medal
- Orden der Ehrenlegion (Frankreich)
- Croix de Guerre (Frankreich)